# Ampithoe sectimana
Ampithoe sectimana är en kräftdjursart. Ampithoe sectimana ingår i släktet Ampithoe och familjen Ampithoidae. Inga underarter finns listade i Catalogue of Life.